# Fleurey
Fleurey é uma comuna francesa na região administrativa de Borgonha-Franco-Condado, no departamento de Doubs. Estende-se por uma área de 8,04 km². Em 2010 a comuna tinha 87 habitantes (densidade: 10,8 hab./km²).